# Сердолик (группа)
«Сердолик» (изначально «Сердолик-бэнд») — петербургская рок-группа, проект поэта и музыканта Константина Арбенина (экс-«Зимовье Зверей»). Исполняет песни и музыкальные композиции в жанре русского блюза и рок-н-ролла.

## История
Группа создана весной 2009 года, вскоре после того, как предыдущий проект Арбенина — «Зимовье Зверей» объявил об уходе в «творческий отпуск» (фактически — о прекращении своей деятельности). Не успело «Зимовье» отыграть последние концерты, а Арбенин уже представил публике новый состав. 6 марта 2009 года в петербургском клубе «Книги и Кофе» (при Литературном центре Александра Житинского) «Сердолик» (тогда ещё с добавкой «бэнд») сыграл программу «Одноимённые песни», состоявшую в основном из старых вещей Арбенина в новых интерпретациях. В дальнейшем в репертуаре проекта всё больше места стали занимать оригинальные композиции, тексты которых написаны Арбениным, а музыка — плод коллективного сотворчества музыкантов «Сердолика». На концертах музыкальные номера перемежаются новыми стихами — своеобразными поэтическими эпиграфами.
Отличие нового проекта от «Зимовья Зверей» прокомментировал сам автор.

Константин Арбенин: «Сердолик-бэнд» — это совершенно другой проект, с принципиально другой концепцией. Общее только одно — мой песенный материал и наличие меня в качестве лидера и исполнителя. Хотя и тут уже есть разница: в новом проекте уже появилось две песни, музыку к которым придумал не я, а музыканты группы. Чего никогда не было в «Зимовье», где я был и поэтом, и композитором, а Саша Петерсон ограничивался исключительно аранжировками. В «Сердолике» вообще гораздо больше внимание уделяется и будет уделяться музыке, поскольку, на мой взгляд, в песне все должно быть гармонично, текст не должен перевешивать. В «Зимовье» текст всегда был важнее, а музыка рассматривалась как нечто вспомогательно-второстепенное. Эта старая «зимовская» концепция стала мне мала, я многое стал понимать и воспринимать иначе — и в жизни, и в творчестве, — а «Зимовье» уже явление настолько состоявшееся и устоявшееся, что в нем ничего поменять нельзя. Поэтому появилась потребность сделать новый проект, и — как следствие — появились единомышленники, воспринявшие мои новые настроения и идеи. (Из интервью Олесе Говоровой от 12 марта 2009 года).

Помимо Константина Арбенина, автора песен, вокалиста и шоумена, первоначальный состав группы был следующим: Антон Спартаков — гитара (аккомпанирует Анатолию Багрицкому, участвует в группе «Present Perfect Band»); Алексей Беляков — мандолина (ранее участвовал в проектах «The Сограждане», «Scheidenbach»); Василий Телегин — контрабас и фортепиано (экс — «Танки», ныне — «Ля Минор»). После окончания деятельности «Зимовья Зверей» в новую группу пришёл постоянный зимовский басист Михаил Иванов (много лет играл в «Вермишель Orchestra», участвовал в живых выступлениях Максима Леонидова), и место контрабаса таким образом заняла более привычная бас-гитара. В конце 2009 года место А. Белякова занял ритм-гитарист Сергей Арзуманов (экс «The Кикс», «Хоронько-оркестр»). В московских концертах (первый из них состоялся 10 мая 2009 года в «Театре Буфф») принимает участие флейтист Павел Ерохин («Белая Гвардия», «Сказки m-lle de Cadence»). Обязанности директора группы выполняет Александра Арбенина.
На концертах «Сердолика» продолжают звучать переосмысленные версии старых песен («Дай мне совет», «Просто помни», «Carmen Horrendum», «Полярная ночь в раю», «Одиссей и Навсикая» и др.), но репертуар постоянно пополняется новыми композициями.
В ноябре 2009 года группа записала песню «Черновик» (электрическая версия) — специально для одноимённой онлайн-игры, созданной, в свою очередь, на основе фантастической дилогии Сергея Лукьяненко «Черновик» / «Чистовик» (Арбенина и Лукьяненко связывает давняя творческая дружба). Эта композиция выложена на сайте игры в свободный доступ.
24 декабря 2009 в Центральном Доме Художника (Москва) К. Арбенин и «Сердолик» организовали большой сборный концерт в поддержку благотворительного фонда «Линия Жизни». В этом концерте, помимо «Сердолика» приняли участие московские музыканты: Ирина Сурина, Павел Фахртдинов, Лариса Брохман, Раиса Нур, группа «Редкая Птица», актёр и режиссёр Сергей Белоголовцев.
Летом 2011 года группа выступила расширенным электрическим составом, в котором участвовали клавишник Владимир Бурковский («Дефекты речи», «Площадь Восстания») и барабанщик Толик Смирнов («Зимовье Зверей», «Mama’s Bad Boys»).
В апреле 2012 года вышел альбом «Горошина. Концерт в Андерсенграде», состоящий из аудио-диска (СD) и фильма-концерта (DVD). В него вошли 18 песен. Материал записал летом 2010-го на большом сольном концерте «Сердолика» в г. Сосновый Бор. Альбом выпущен Константином Арбениным и CAMEL Studio.
В ноябре 2013 года вышел альбом «Неспокойная красота жизни», состоящий исключительно из песен Арбенина, написанных после ухода из «Зимовья Зверей» («Балканские мосты», «Горошина», «Утра мудреней», «Огрызок», «По мотивам» и др.). Затем «Сердолик» выпустил несколько синглов с новыми композициями, а также кавер-версиями песен Кирилла Комарова и Михаила Башакова.
В 2015 году группа выступает в формате акустического трио: Константин Арбенин (вокал, тамбурин), Михаил Иванов (гитара, бэк-вокал), Сергей Арзуманов (гитара). Несколько концертов были посвящены 20-летию выхода первого альбома Арбенина («Города, которых не стало» — «Зимовье Зверей», 1995) и включали в себя много старых композиций.

## Состав
- Константин Арбенин — вокал, гитара (эпизодически), тамбурин, перкуссия
- Антон Спартаков — ритм-гитара
- Михаил Иванов — бас-гитара, гитара, бэк-вокал
- Сергей Арзуманов — гитара

## Дискография

### Основные альбомы
- 2012 Горошина. Концерт в Андерсенграде (CD + DVD)
- 2013 Неспокойная красота жизни (CD)

### Синглы
- 2011 Андерсен-сингл
- 2013 К началу света / Балканские мосты
- 2014 Два кавера
- 2015 Пустарь / Дети-блюз

### Бутлеги
- 2010 Концертные записи (официальный интернет-бутлег)
- 2014 Концерт на Эхе Москвы 12.12.2014